# Незаменимые жирные кислоты
Незаменимые жирные кислоты — ряд полиненасыщенных жирных кислот, которые принимают значительное участие в метаболизме животных и человека. Организм способен преобразовывать кислоты одного класса в другой, но не способен синтезировать оба класса из более простых веществ, поэтому они обязательно должны присутствовать в пище, подобно микроэлементам; это было показано ещё в 1930 году.
Существует условный или устаревший термин «витамин F», под которым понимается общность нескольких незаменимых жирных кислот: олеиновой, арахидоновой, линолевой и линоленовыми кислотами, некоторые авторы включают в эту общность только линолевую и линоленовую кислоту. Эту группу веществ могут относить к витаминоподобным жирорастворимым веществам или к веществам с сомнительными витаминными свойствами; используется также термин «эссенциальные жирные кислоты». Ранее некоторые авторы относили «витамин F» к витаминам.

## Биологическое значение
Когда оба семейства полиненасыщенных жирных кислот были впервые обнаружены в 1923 году, они были отнесены к витаминам и названы «витамин F». В 1930 году было показано, что оба семейства относятся к жирам, а вовсе не к витаминам.
Незаменимые жирные кислоты важны для сердечно-сосудистой системы: препятствуют развитию атеросклероза, улучшают кровообращение, обладают кардиопротекторным и антиаритмическим действием. Жирные кислоты ω-6 могут восстановить репродуктивную функцию и устранить дерматит у крыс.  Полиненасыщенные жирные кислоты уменьшают воспалительные процессы в организме, улучшают питание тканей. Суточная потребность человека оценивается в 5-10 граммов.
По данным исследований, употребление эйкозапентаеновой кислоты и докозагексаеновой кислоты предположительно улучшает состояние при клинической депрессии. Полиненасыщенные жирные кислоты участвуют в синаптогенезе и синтезе нейромодуляторов, препятствуют синтезу регуляторных молекул, связанных с болезнью Альцгеймера и шизофренией.

## Классификация
Жирные кислоты представляют собой длинные цепочки углеродных атомов с кислотной группой (COOH) на конце. Ненасыщенные вещества содержат двойную связь между атомами в цепочке, а «полиненасыщенные» — две или больше таких связей.
Полиненасыщенные жирные кислоты классифицируют по месту нахождения двойной связи в цепочке. При этом используется не химическая система нумерации (от соседнего с кислотной группой альфа-атома α), а обратная — потому что физиологические свойства этих кислот зависят от положения двойных связей относительно противоположного конца молекулы, от омега-атома ω.

### Омега-3
Всего существует 11 омега-3 полиненасыщенных жирных кислот. Самые распространённые — эйкозапентаеновая и докозагексаеновая кислоты, основным источником которых является рыба жирных пород, и альфа-линоленовая кислота, присутствующая в основном в растительной пище. Эти три ω-3 полиненасыщенные жирные кислоты (эйкозапентаеновая, докозагексаеновая и альфа-линоленовая) являются незаменимыми для организма человека и должны поступать с пищей.

### Омега-6
К омега-6 полиненасыщенным жирным кислотам относятся линолевая кислота, гамма-линоленовая кислота, дигомо-гамма-линоленовая кислота и арахидоновая кислота. Наиболее изучены из них линолевая и арахидоновая. Ключевой для метаболизма организма человека является арахидоновая кислота.